# Pojarkowo (obwód amurski)
Pojarkowo (ros. Поярково) – wieś w Rosji, w obwodzie amurskim, ośrodek administracyjny rejonu michajłowskiego. W 2010 liczyła 6952 mieszkańców.